# Andreas Geipl
Andreas Geipl (* 21. dubna 1992) je německý profesionální fotbalista, který hraje na pozici záložníka za klub SSV Jahn Regensburg.

## Kariéra
Geipl hrál za mládežnické týmy SC Bad Kohlgrub a TSV 1860 Mnichov. Svůj profesionální debut za SSV Jahn Regensburg si odbyl 26. července 2014 v zápase 3. Ligy proti MSV Duisburg, kdy Regensburg vyhrál 3:1. Dne 1. června 2016 prodloužil Geipl smlouvu s Regensburgem do roku 2017.
V létě 2020 přestoupil zadarmo do klubu 1. FC Heidenheim.